# 包科尼彼得德
包科尼彼得德（匈牙利語：Bakonypéterd）是匈牙利杰尔-莫雄-肖普朗州所辖的一个村。总面积10.02平方公里，总人口263，人口密度26.2人/平方公里（2011年1月1日）。